# Nunca é tarde para ouvires o teu coração
Nunca é tarde para ouvires o teu coração (en español: Nunca es tarde para escuchar a tu corazón) es el título de un anuncio publicitario audiovisual navideño realizado por la agencia de publicidad Wunderman Thompson para la compañía de telefonía móvil Vodafone Portugal en 2023. El anuncio trata de un sobrino gay y su tía lesbiana, la cual empieza a recordar su noviazgo de juventud con otra mujer con la que perdió contacto producto de la homofobia en los años 1980; se aborda principalmente la experiencia de perder a un ser querido por circunstancias de la vida y el contexto en que se está inserto.

## Argumento
El comercial se desarrolla durante la Nochebuena, ocasión en la que ocurre una reunión familiar. Un hombre joven llega a la reunión acompañado de su novio, a quien lo presenta a toda la familia con naturalidad; entre los presentes se encuentra su tía, que comienza a recordar su romance en 1983 con otra mujer, relación que abandonaron debido a los prejuicios existentes en dicha época.
Producto de la naturalidad con que su sobrino presentó a su novio, la tía escribe un mensaje de texto a su enamorada de juventud con la esperanza de poder revivir la relación que tuvieron en el pasado. El anuncio finaliza con la tía abrazando a su sobrino y señalando lo orgullosa que está de él, y posteriormente ella recibe una respuesta de su antigua novia.

## Producción
El anuncio, lanzado oficialmente en televisión y en medios digitales el 1 de diciembre de 2023, fue desarrollado por la agencia de publicidad Wunderman Thompson Portugal; la productora encargada fue Krypton Films y la dirección estuvo a cargo de Augusto Fraga, mientras que André Szankowski se encargó de la dirección de fotografía. La canción que acompaña al anuncio es «Listen to Your Heart» de Roxette.
La compañía Vodafone Portugal señaló que el anuncio era una invitación a reflexionar sobre la importancia del amor y la aceptación en todas sus manifestaciones, en la búsqueda de un mundo más inclusivo. En años anteriores cada anuncio navideño de Vodafone Portugal ha abordado temáticas específicas, como por ejemplo el bullying, la violencia doméstica o la salud mental.

## Reacciones
El comercial se volvió viral desde el día de su publicación, especialmente a través de la red social TikTok, y generó reacciones positivas de personalidades portuguesas, como por ejemplo Rui Maria Pego, Tânia Graça e Inês Herédia. El medio EsQrever destacó que era el segundo anuncio navideño que abordaba temáticas LGBT en Portugal, luego del comercial de MEO en 2021 que contaba la historia de Benedita, una mujer trans.
Miguel Milhão, fundador de la empresa de nutrición deportiva Prozis, señaló que «Vodafone debería vender teléfonos móviles y no hacer propaganda de ningún tipo», criticando la inclusión de homosexuales en la publicidad.